# Greenville, Indiana
Greenville är en ort i Floyd County i delstaten Indiana, USA.